# Upper Peninsula Brewing Company Building

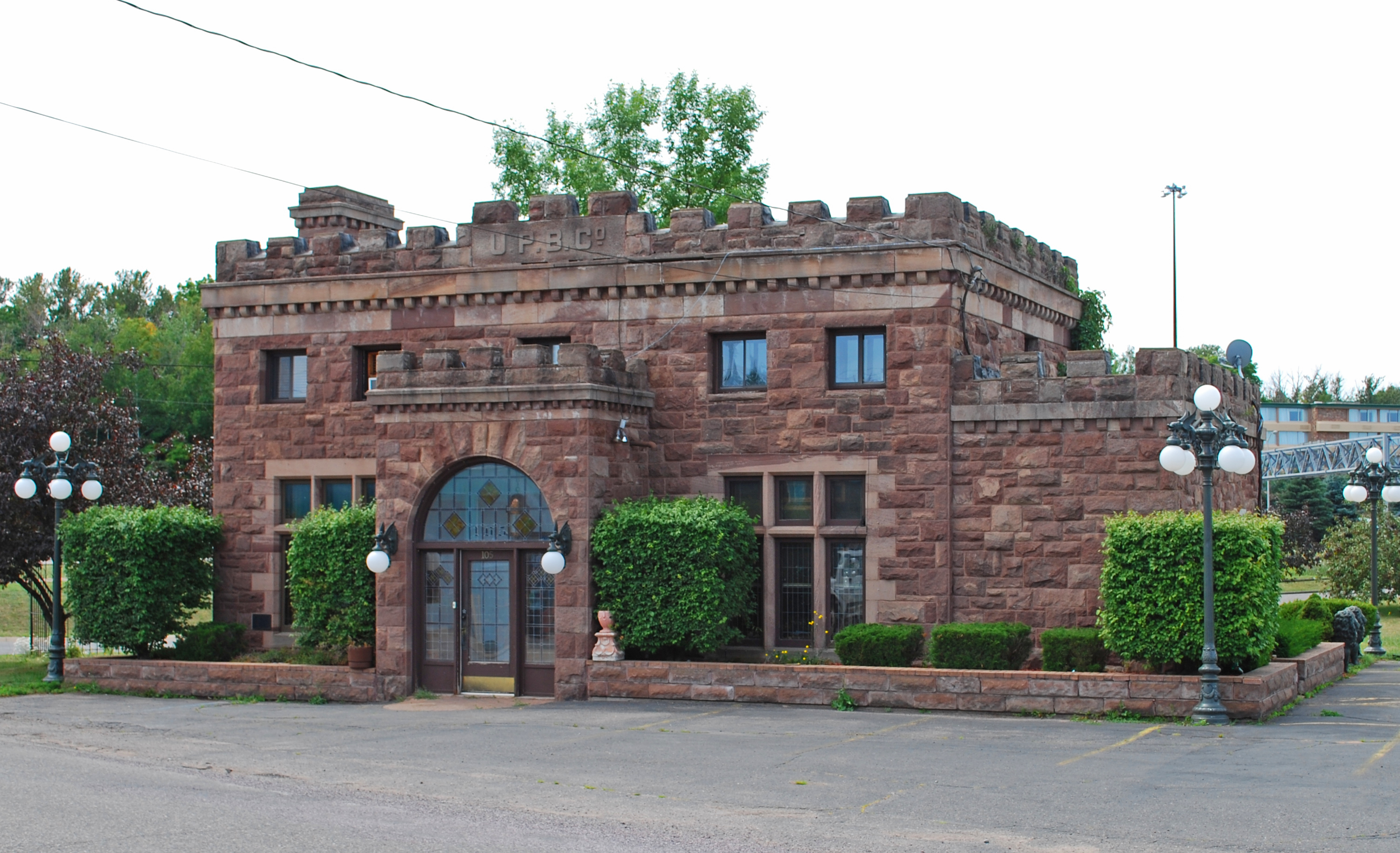
Blick auf das Gebäude

Das Upper Peninsula Brewing Company Building ist ein Bürogebäude an der Kreuzung von Meeske Street und US 41 in Marquette, Michigan. Das auch unter der Bezeichnung Charles Meeske House bekannte Bauwerk war Wohnhaus und Büro des Bierbrauers. Meeske war zuerst Kassierer des Unternehmens und wurde später dessen Präsident. Das Gebäude wurde am 15. Mai 1980 in das National Register of Historic Places aufgenommen.

## Beschreibung des Bauwerks
Das einzige Gebäude, das von dem 1894 entstandenen Gebäudekomplex erhalten blieb, ist Meeskes Wohnhaus mit dem Büro.  Es ist ein zweistöckiges, rechteckiges Gebäude, das im neuromanischen Stil aus unterschiedlich großen, roh behauenen Sandsteinquader gebaut wurde. Das Gebäude hat einen steinernen Kamin und Brüstungen mit Zinnen. Der Vordereingang befindet sich zurückversetzt unter einem Bogen-Portikus. Um das Flachdach verläuft ein Gesims, das die in den Stein eingemeißelte Inschrift U.P.B.Co. trägt. Ein früher vorhandener Tunnel führte von dem Gebäude in das Brauhaus, sodass Meeske ungesehen hineingelangen und so ein Gesetz ignorieren konnte, das ein Betreten von Brauereien nach Sonnenuntergang untersagte.

## Geschichte

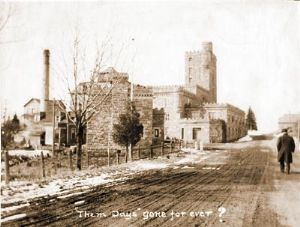
Der Gebäudekomplex der Upper Peninsula Brewing Company im Jahr 1915

Der deutsche Bierbrauer George Rublein wanderte Mitte des 19. Jahrhunderts in die Vereinigten Staaten aus und kam 1849, also nicht lange nach der Gründung der Stadt, in Marquette an. Rublein gründete die „Franklin Brewery“" am Stadtrand von Marquette. Diese Brauerei brannte zweimal nieder und 1875 verlegte Rublein seinen Betrieb an die Stelle, wo sich heute die Kreuzung von Meeske Street und U.S. Highway befindet, in der Nähe einer Wasserquelle; dabei erhielt die  Brauerei den neuen Namen „Concordia Brewery“. Rublein erbaute eine Reihe von Gebäuden auf dem Areal und richtete einen Biergarten nach bayerischem Vorbild ein.
Rublein zog sich 1879 aus dem Brauereigewerbe zurück und verkaufte die Brauerei an Peter White. White wiederum verpachtete den Betrieb an zwei Bierbrauer aus Milwaukee, Wisconsin, Charles Meeske und Reiner Hoch. Unter deren Führung florierte die Brauerei. Innerhalb von zwei Jahren stellte sich heraus, dass die Brauerei die Nachfrage nicht befriedigen konnte und so bauten die beiden Partner 1881 einen zweiten Brauereibetrieb in Negaunee. Hoch kümmerte sich von da an um die Anlage in und Meeske führte den Betrieb in Marquette. Im Jahr darauf hatten sie genügend Geld verdient, um die Anlage in Marquette von White zu kaufen. Meeske und Hoch gründeten eine Gesellschaft, Hoch wurde deren Präsident und Meeske deren Finanzchef, zwei weitere Männer ergänzten das Direktorium.
In den 1890er Jahren ersetzte Meeske die früheren in Holzständerbauweise entstandenen Gebäude durch einen Komplex von Sandsteingebäuden, deren Aussehen kleinen Schlössern nachempfunden war. Der 42 Acre (rund 11 Hektar) große Komplex umfasste Lagerhäuser, Wohnungen, einen Turm und eine Flaschenabfüllanlage.  Meeske behielt den von Rublein geschaffenen Biergarten mit seiner Gartenanlage bei. Das Gebäude an der Ecke von Meeske Street und US 41 wurde 1894 erbaut und dient als Wohnung und Büro Meeskes, aber auch als Eingang auf das Brauereigelände.
1895 hatte die Brauerei eine Kapazität von zwischen 20.000 und 25.000 Fass Bier jährlich, das unter dem Markenname „Drei Kaiser“ verkauft wurde. Im Vorfeld des Ausbruches des Ersten Weltkrieges wurde der Name in „Castle Brew“ geändert.
Örtliche Gruppen von Antialkoholikern übten bereits 1916, vier Jahre vor der landesweiten Einführung der Prohibition Druck auf die Regierung des Marquette Countys aus, um ein Alkoholverbot einzuführen. Als diese Verordnungen erlassen wurden, beendete die Upper Peninsula Brewing Company die Produktion von Bier und das Unternehmen wurde liquidiert; Meeske zog nach Duluth, Minnesota.
Nach dem Ende der Upper Peninsula Brewing Company wurden die steinernen Gebäude als Lagerhaus für eine Spedition verwendet. Schließlich wurden die meisten der Gebäude aufgegeben und verfielen. Meeskes Wohn- und Bürohaus wurde stärker genutzt. Es diente als Werkstatt und beherbergte eine Rechtsanwaltskanzlei. Die meisten der ungenutzten Gebäude wurden 1974 und 1975 abgerissen, nur das Bürogebäude und ein Pferdestall an der Meeske Street blieben stehen. Auf dem Grundstück entstanden Büros der Detroit and Northern Savings Bank. Meskees Haus wurde 1980 in das National Register of Historic Places aufgenommen. 1982 wurde es von Humboldt Ridge gekauft und anschließend restauriert.

## Charles Meeske

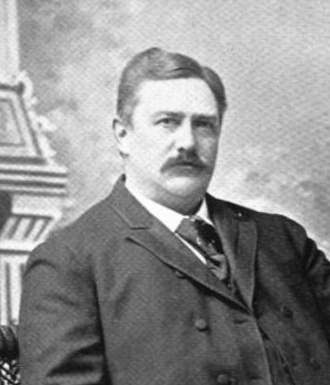
Charles Meeske

Charles Meeske wurde 1850 in Swinemünde in Preußen geboren und erlernt das Brauerhandwerk unter Anleitung seines Vaters. Anschließend leistete Meeske drei Jahre Wehrdienst in der Armee. Meeske wanderte 1871 in die Vereinigten Staaten aus und ließ sich für zwei Jahre in Oshkosh, Wisconsin nieder, wo er als Vorarbeiter in einer Brauerei arbeitete. Meeske ging dann nach Milwaukee, wo er gemeinsam mit seinen Brüdern Gustav und Otto sowie dem Geschäftsmann Reiner Hoch eine Brauerei eröffnete.
Nach dreijährigen Teilhaberschaft kauften Charles Meeske und Hoch die beiden anderen Teilhaber aus und machten als Meeske & Hoch weiter. Meeske heiratete 1876 Amelia Heineman, mit der er drei Kinder hatte. Meeske und Hoch verkauften 1878 ihre Brauerei in Milwaukee an ein Unternehmen aus Chicago und kamen nach Marquette, wo sie die Upper Peninsula Brewing Company übernahmen und einen Mühlenbetrieb in der Nähe kauften. Neben der Brauerei war Meeske auch an der Ishpeming Street Railway Company und der Marquette Savings Bank sowie einer Reihe von kleinen Bergwerken beteiligt. Als Reiner Hoch Marquette hinter sich ließ, übernahm Meeske die Führung der Gesellschaft. Nachdem das Marquette County 1916 Prohibitionsvorschriften erließ, zog Meeske nach Duluth, wo er mit Reiner Hoch in dessen Duluth Brewing and Malting Company tätig war.

## Reiner Hoch

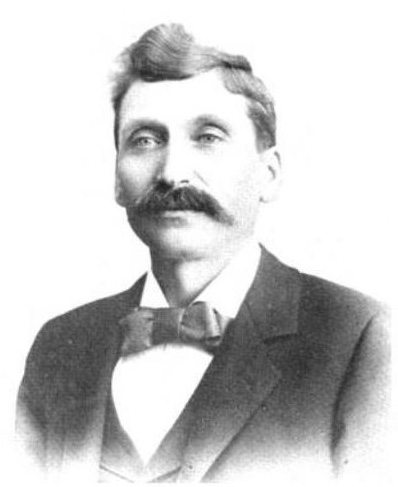
Reiner Hoch

Reiner Hoch wurde 1851 in der Nähe von Köln geboren, und ein Jahr später wanderte seine Familie nach Amerika aus, wo sie sich im Waukesha County, Wisconsin niederließ. Hoch wuchs auf der Farm der Familie auf und ging mit 18 Jahren nach Milwaukee auf eine College, um Handelswirtschaft zu erlernen. Nach seinem Abschluss entschied er sich, in das Bierabfüllgewerbe zu gehen. Dann wurde er mit Charles Meeske und dessen beiden Brüdern Teilhaber an einer Brauerei. Hoch heiratete 1878 Mathilda Geele und zog drei Kinder mit ihr auf. Im selben gingen er und Meeske nach Marquette, um die Leitung der Upper Peninsula Brewing Company zu übernehmen. Schließlich führte Hoch den Zweigbetrieb des Unternehmens in Negaunee.
Hoch hatte wie Meeske auch andere Geschäftsaktivitäten, darunter eine Möbelfabrik und die Negaunee and Ishpeming Street Railway. Im Jahr 1896 zog Reiner Hoch nach Duluth, Minnesota, wo er die Duluth Brewing and Malting Company gründete. Das Unternehmen blieb auch durch die Zeit der Prohibition und die Weltwirtschaftskrise hindurch tätig und wurde schließlich von Charles Meeskes Sohn Carl geleitet.